# Roberto López
Roberto López Esquiroz (ur. 4 czerwca 1987 w Estella-Lizarra) – hiszpański piłkarz występujący na pozycji pomocnika w CD Mirandés.